# My Lives
My Lives es una compilación de Sony music de Demos, Lados B, Sountracks, grabaciones en vivo, y cortes de álbumes de Billy Joel. Fue lanzado al mercado el martes 22 de noviembre de 2005.

## Lista de canciones

### Disco uno
1. My Journey's End - The Lost Souls (Demo, Nunca lanzado)
2. Time And Time Again – The Lost Souls (Demo, Nunca lanzado)
3. Every Step I Take (Every Move I Make) - The Hassles (Versión del álbum)
4. You’ve Got Me Hummin' - The Hassles (Versión del álbum)
5. Amplifier Fire – Attila (Editada)
6. Only A Man (Demo, Never Released)
7. She's Got A Way (Album Version)
8. Oyster Bay (Demo, Nunca lanzado)
9. Piano Man (Demo, Nunca lanzado)
10. The Siegfried Line (Demo, Nunca lanzado)
11. New Mexico (Demo, Nunca lanzado)
12. Cross To Bear (Demo, Nunca lanzado)
13. Miami 2017 (Demo, Nunca lanzado)
14. These Rhinestone Days (Demo, Nunca lanzado)
15. Everybody Has A Dream (Album Version)
16. Only The Good Die Young (Versión alterna, Nunca lanzado)
17. Until The Night (Album Version)
18. Zanzíbar (Album Version, Unfaded)
19. It's Still Rock and Roll To Me (Album Version)

### Disco dos
1. Captain Jack (Live Version, Nunca lanzado)
2. The End Of The World (Demo, Nunca lanzado)
3. The Prime Of Your Life (Demo, Nunca lanzado)
4. She’s Right On Time (Album Version)
5. Elvis Presley Blvd. (Lado B)
6. Nobody Knows But Me (Soundtrack)
7. An Innocent Man (Album Version)
8. Christie Lee (Demo, Nunca lanzado)
9. Easy Money (Album Version)
10. And So It Goes (Demo, Nunca lanzado)
11. I'll Cry Instead (En vivo lado B)
12. Keeping the Faith (12" Remix)
13. Modern Woman (Album Version)
14. Baby Grand with Ray Charles (Album Version)
15. Getting Closer with Steve Winwood (Alternate Version, Nunca lanzado)
16. House Of Blue Light (Lado B)
17. Money Or Love (Demo, Nunca lanzado)
18. The Times They Are A Changin'(Live Album Version)

### Disco tres
1. The Downeaster “Alexa” (Album Version)
2. I Go To Extremes (Live, Nunca lanzado)
3. Shout (Live)
4. All Shook Up (Lado B)
5. Heartbreak Hotel (Soundtrack)
6. When You Wish Upon A Star (Soundtrack)
7. In A Sentimental Mood (Soundtrack)
8. Motorcycle Song (Demo, Nunca lanzado)
9. You Picked A Real Bad Time (Lado B)
10. The River Of Dreams (Alternate Version, Nunca lanzado)
11. Hard Days Night (En vivo)
12. Light As The Breeze (Album Version)
13. To Make You Feel My Love (Album Version)
14. Hey Girl (Album Version)
15. Why Should I Worry (Soundtrack)
16. Where Were You On Our Wedding Day (Soundtrack)
17. Highway 61 Revisited (Demo, Nunca lanzado)

### Disco cuatro
1. Movin’ Out (En vivo)
2. You May Be Right duet with Elton John (En vivo, Nunca lanzado)
3. Big Shot (En vivo)
4. Don’t Worry Baby (En vivo)
5. Goodnight Saigon – Vietnam Veterans Version (En vivo)
6. Los Angelenos (En vivo)
7. New York State Of Mind (En vivo)
8. Opus 1. Soliloquy (On A Separation)
9. Opus 8. Suite for Piano (Star-Crossed)
10. (I. Innamorato II. Sorbetto III. Delusion)
11. Elegy: The Great Peconic
12. Untitled (Glass Houses Promo Talk)

### Disco cinco (DVD)
(En vivo "The River Of Dreams")
1. No Man's Land
2. Pressure
3. Ballad Of Billy The Kid
4. Leningrad
5. Allentown
6. My Life
7. I Go To Extremes
8. Shades Of Grey
9. The River Of Dreams
10. Goodnight Saigon
11. We Didn't Start the Fire
12. Hard Days Night
13. Big Shot
14. Piano Man
15. (Este disco también incluye dos canciones adicionales: "I Go To Extremes" y "Zanzíbar")

- Datos: Q3283066